# Регионални съдилища на труда
Регионалните съдилища на труда (на португалски: Tribunais Regionais do Trabalho, TRT) са специализирани федерални апелативни съдилища в Бразилия, в чиято компетентност попадат дела, касаещи трудови правоотношения. Пред регионалните съдилища на труда се обжалват решения, произнесени на първа инстанция от федералните трудови съдии. В Бразилия съществуват 24 регионални съдилища на труда, чиято юрисдикция се разпростира в определени географски региони, чиито граници са определена със закон.
Съставът на регионалните съдилища на труда е определен в чл. 115 от Конституцията на Бразилия (Конституционна поправка No 45 от 2004). Съгласно посочените в конституцията изисквания, всеки регионален съд на труда се състои от минимум седем съдии на възраст между 35 и 65 години, избрани, ако това е възможно, от съответния регион и назначени от Президента на Бразилия. Една пета от състава на регионалните съдилища на труда се попълва от адвокати и прокурори по трудови дела, които имат над 10 години професионален стаж. Останалата част от състава на съдилищата се попълва от съдии, номинирани от колегия от трудовите съдии.
Пред регионалните съдилища на труда се обжалват решения, взети от едноличните първоинстанционни трудови съдилища. Решенията на регионалните съдилища на труда могат да бъдат обжалвани пред Висшия съд на труда.
В Бразилия съществуват 24 регионални съдилища:
| Регион       | Юрисдикция                             | Седалище       | Съдии (2009) | Основаване |
| ------------ | -------------------------------------- | -------------- | ------------ | ---------- |
| I Регион     | Рио де Жанейро                         | Рио де Жанейро | 54           | 1946       |
| II Регион    | агломерацията Голям Сао Паоло и Сантос | Сао Пауло      | 94           | 1946       |
| III Регион   | Минас Жераис                           | Бело Оризонте  | 36           | 1946       |
| IV Регион    | Рио Гранде до Сул                      | Порто Алегре   | 36           | 1946       |
| V Регион     | Баия                                   | Салвадор       | 29           | 1946       |
| VI Регион    | Пернамбуко                             | Ресифе         | 18           | 1946       |
| VII Регион   | Сеара                                  | Форталеза      | 14           | 1946       |
| VIII Регион  | Пара и Амапа                           | Белем          | 23           | 1946       |
| IX Регион    | Парана state                           | Куритиба       | 28           | 1975       |
| X Регион     | Федерален окръг и Токантинс            | Бразилия       | 17           | 1981       |
| XI Регион    | Амазонас и Рораима                     | Манаус         | 14           | 1981       |
| XII Регион   | Санта Катарина                         | Флорианополис  | 18           | 1981       |
| XIII Регион  | Параиба                                | Жоао Песоа     | 8            | 1985       |
| XIV Регион   | Рондония и Акре                        | Порто Вельо    | 8            | 1986       |
| XV Регион    | Сао Паоло                              | Кампинас       | 55           | 1986       |
| XVI Регион   | Мараняо                                | Сао Луис       | 8            | 1988       |
| XVII Регион  | Еспирито Санто                         | Витория        | 12           | 1989       |
| XVIII Регион | Гояс                                   | Гояния         | 13           | 1989       |
| XIX Регион   | Алагоас                                | Масейо         | 8            | 1991       |
| XX Регион    | Сержипе                                | Аракажу        | 8            | 1991       |
| XXI Регион   | Рио Гранде до Норте                    | Натал          | 8            | 1991       |
| XXII Регион  | Пиауи                                  | Терезина       | 8            | 1991       |
| XXIII Регион | Мато Гросо                             | Куяба          | 8            | 1992       |
| XXIV Регион  | Мато Гросо до Сул                      | Кампо Гранде   | 8            | 1992       |

За целите на своята работа всеки регионален съд по труда може да учредява свои териториални поделения (секции) в предоставената му юрисдикция, които имат за цел да улеснят достъпа на гражданите до правосъдие.